# Перињано (Арецо)
Перињано је насеље у Италији у округу Арецо, региону Тоскана.
Према процени из 2011. у насељу је живело 21 становника. Насеље се налази на надморској висини од 270 м.